# Permithone pincombeae
Permithone pincombeae là một loài côn trùng trong họ Permithonidae thuộc bộ Neuroptera. Loài này được Tillyard miêu tả năm 1926.